# Бруно (река)
Бруно (англ. Bruneau River) — река на севере штата Невада и юге штата Айдахо, США. Левый приток реки Снейк. Длина составляет 246 км; площадь бассейна — 8560 км². Средний расход воды — около 11 м³/с.
Берёт начало в районе горного хребта Джарбидж-Маунтинс как слияние трёх рек: Ист-Форк, Уэст-Форк и Джарбидж. Все 3 реки текут в северном направлении. Сперва река Джабридж сливается с рекой Уэст-Форк, а та, в свою очередь, сливается с рекой Ист-Форк, формируя собственно реку Бруно. Принимает с запада притоки Шип-Крик и Литл-Джек-Крик, а с востока — реку Кловер. Впадает в Снейк в районе города Бруно.
В нижнем течении используется для орошения. Исторически в районе реки Бруно проживали такие индейские народы как шошоны, пайюты и банноки.